# フォークランド諸島侵攻
フォークランド諸島侵攻（フォークランドしょとうしんこう、invasion of the Falkland Islands）とは、1982年3月30日から4月3日にかけてイギリス領フォークランド諸島にアルゼンチン軍が侵攻、掌握した事件である。
この事件により、イギリスは機動艦隊を同諸島へ派遣。フォークランド紛争が勃発した。

## 背景

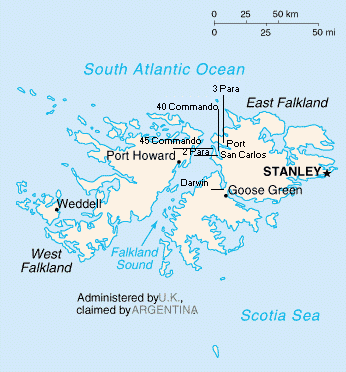
フォークランド諸島は、東西の主要2島と多数の小島からなる

1833年にイギリス軍がフォークランド諸島を再占領して以来、領有権をめぐってイギリスとアルゼンチンは再び対立こそしたが、当時、アルゼンチンを治めていた自由主義者の政権はイギリスと友好関係を持つ傍ら、イギリスを牛肉などの輸出市場としていたため領有権を持ち出すことをしないまま150年近い時間が経った。
アルゼンチンは1950年代までは畜産物と穀物輸出から得られる外貨と、その外貨を国民に分配した左翼民族主義者の大統領フアン・ペロンのポプリスモ政策によって先進国並みの生活水準を誇っていたものの、1976年に保守派と結託した軍のクーデターでイサベル・ペロンを追放して誕生したホルヘ・ラファエル・ビデラ軍事政権は、それまでよりも弾圧の姿勢を強めてペロン派（ペロニスタ）や左翼を徹底的に弾圧、ペロニスタや、その流れを汲む都市ゲリラ（モントネーロスやペロニスタ武装軍団など）と軍部による20年以上にも及ぶ政治の混乱が天文学的なインフレと失業を招き、牛肉など食料品の値上げにより国民生活を深刻な状況に陥れ、1980年代に入って頂点に達しようとしていた。こうしたなかで、1981年に政権を引き継いだレオポルド・ガルチェリ（現役工兵中将でもあった）は、民衆の不満をそらすために、フォークランド諸島の領有権問題に目をつけた。
マルビナス諸島（フォークランド諸島のアルゼンチン側の呼称）奪還は、アルゼンチン国粋主義者の悲願となっていたものの、アルゼンチンは国際連合を通じて交渉をするなど穏健策をとりつつ、1960年代以降にはイギリスの維持能力を超えていたこの諸島に対して、さまざまな行政、医療サービスを行いながら、イギリスに対してフォークランド諸島の返還を求め続けていた。これに対してイギリスも条件付ながら返還を認めるとしてきたが、1976年にアルゼンチンで軍事政権が成立して以降、アルゼンチン側は強硬姿勢を示し始め、フォークランド諸島への軍事侵攻計画の立案等も始まっていた。この時までにアルゼンチンの活動家がフォークランド諸島には上陸して主権を宣言するなどの事件も起きており、フォークランド諸島領有権問題を煽ることで、国内の反体制的な不満の矛先を逸らせようとしたのである。
1981年12月にガルチェリ大統領とアルゼンチン海軍司令官ホルヘ・アナヤ大将は極秘裏に会談してフォークランド諸島の掌握を決め、これに同空軍司令官と外相も同意。更に翌年1982年2月にイギリス側とのフォークランド諸島領有権問題の交渉が決裂したのを機に軍を利用した侵攻作戦の準備を決める。ガルチェリ政権は前もってアルゼンチン国内のマスコミなどを利用して領有権問題をクローズアップさせており、アルゼンチン国内ではフォークランド諸島問題が過熱ぎみになり、民衆の間では政府がやらないなら義勇軍を組織してフォークランド諸島を奪還しようという動きにまで発展した。
こうして民意を得たガルチェリ政権は1982年3月1日に、「イギリス側に解決の意思がない場合、交渉を諦め自国の利益のため今後あらゆる手段を取る」とイギリス側への最後通告ととれる声明を発表。フォークランド諸島への本格的な軍事侵攻に乗り出した。

## アルゼンチン軍の侵攻準備とイギリス側の対応
1982年3月下旬頃よりアルゼンチン海軍の動きが活発化し、ウルグアイ海軍との軍事演習と称して空母、駆逐艦、フリゲート艦、潜水艦、輸送艦などの移動を開始。空母「ベインティシンコ・デ・マジョ」を旗艦とした第79機動艦隊を陸軍4000名の将兵を載せ、フォークランド諸島へ出撃させる。
イギリス側はこのアルゼンチン側の動きを諜報部などの活動によって察知していたが、その艦隊の明確な動きの情報が当時のイギリス首相マーガレット・サッチャーら首脳部に伝えられはじめたのは3月29日のことであり、アルゼンチン艦隊が明確な侵攻を行うとの情報を入手したのは同31日のことだった。サッチャーは同日の夕方に関係閣僚の招集を行い、機動艦隊派遣の検討を始めるとともにアメリカ大統領ロナルド・レーガンへアルゼンチンの説得の依頼を電報で行ったがレーガンが翌4月1日夜に行ったガルチェリとの電話会談による説得は失敗し、外交による戦争の阻止は不可能な所に来ていた。
3月31日朝、フォークランド諸島の島都ポート･スタンリーの民政庁に駐在していたイギリス民政官のレックス・ハント総督の元にイギリス本国から「アルゼンチン軍潜水艦が付近を航行中」という情報がもたらされ、同諸島の在海兵隊部隊による沿岸への監視を強化するが、彼らはこの時点でアルゼンチン軍が本格的な軍事侵攻を行うとは考えておらず、アルゼンチン側のパフォーマンスであるという考えを持っていた。イギリス本国からハント総督の元にアルゼンチン軍艦隊の出撃と本格的な侵攻の可能性が伝えられたのは翌、1日午後でアルゼンチン軍がフォークランド諸島へ上陸作戦を開始するまでわずか6時間前のことであり、この時点でイギリス側のフォークランド諸島における総戦力はイギリス海兵隊隊員79名と数十名の海軍水兵に過ぎず、戦闘機も装甲車両などもなく、艦船も流氷哨戒艇程度しかなかった。
ハント総督らは侵攻の可能性を伝えられてから即座に機密書類の処分と暗号機の破壊を行い、ポート・スタンリーの空港を閉鎖。更にフォークランド諸島内の在留アルゼンチン人17名を逮捕、拘留した。島都同日夜8時ごろにはフォークランド諸島のラジオを通してハント総督自らが非常事態宣言と民政庁において徹底抗戦する旨を島民に伝えた。

## 「ロザリオ」作戦

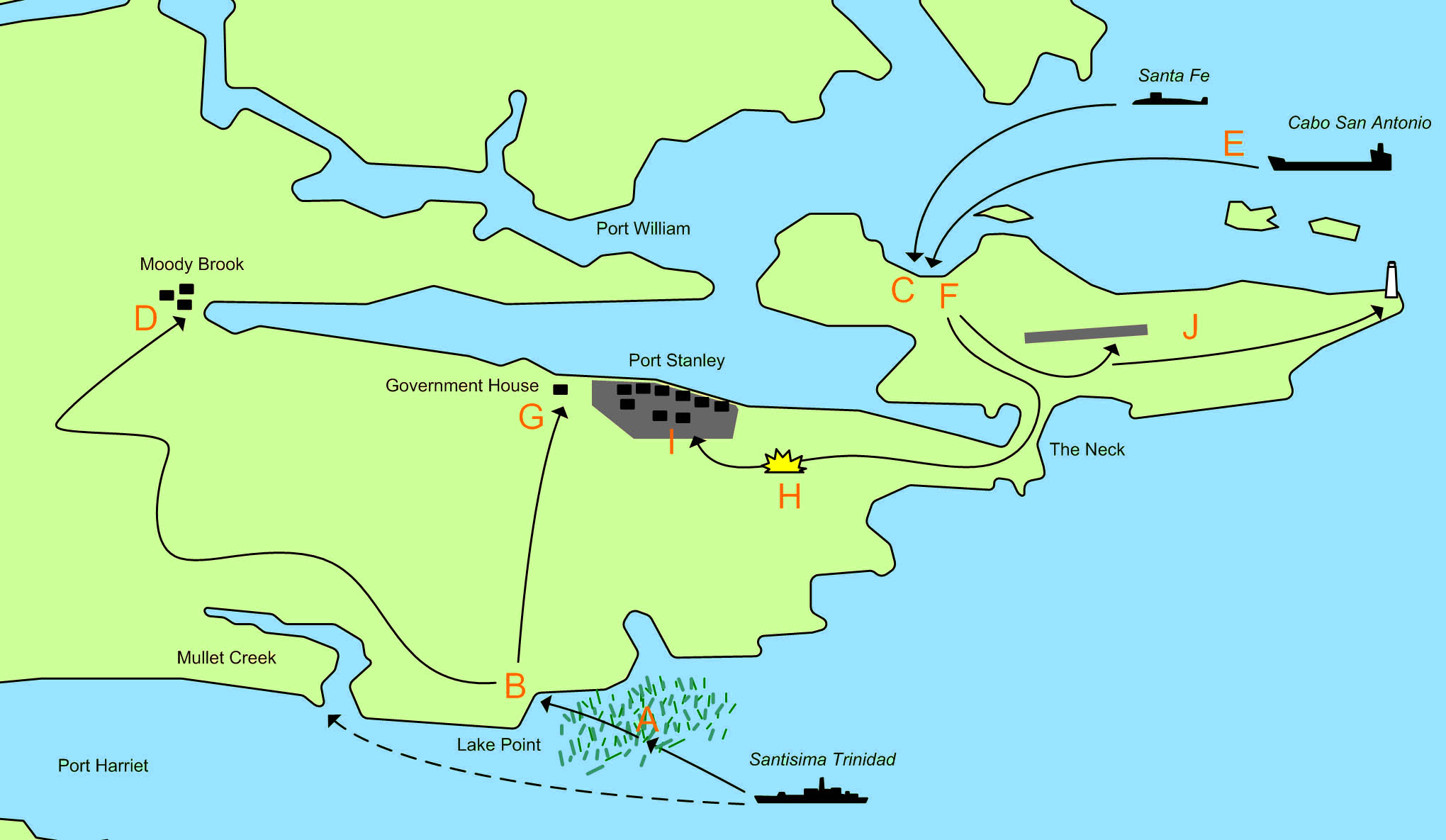
ロザリオ作戦の経過

ハント総督がラジオでフォークランド島民に非常事態宣言を出した時点ですでにアルゼンチン軍はフォークランド諸島近海に展開し、上陸作戦を開始していた。
「ロザリオ」作戦と名付けられたこの作戦はアルゼンチン海兵隊を中心とした900名の兵員を中心としてフォークランド諸島の島都、ポート・スタンリーを制圧、掌握するための上陸作戦であり、国際世論を見越して極力イギリス側に死者が出ないように配慮されていた。
まず、4月1日21時半頃にポート・スタンリーより南部沖合1海里に接近していたアルゼンチン海軍駆逐艦「サンティシマ・トリニダード」より84名のアルゼンチン海兵隊コマンド部隊隊員が21隻の強襲揚陸ボートに分乗。同23時頃にポートスタンレー南部の海岸に上陸した。上陸した部隊は二手に分かれ、内68名の一隊は上陸地点より北西の兵舎を、残り16名のもう一隊は北のポート・スタンリー民政庁を目指して進軍した。
その間、ポート・スタンリー北東沖合に展開していたアルゼンチン海軍潜水艦サンタフェより14名のアルゼンチン海軍特殊潜水夫部隊が出撃し、4月2日4時半頃にポート・スタンリー空港北西部の沿岸より上陸。空港周辺の探索を行うと同時に、海兵隊本隊の上陸地点の確保を行った。
同5時半頃にイギリス軍兵舎へ向かっていたアルゼンチン海兵隊コマンド部隊が兵舎に到着し、機関銃による威嚇射撃と催涙ガスによる制圧を行ったが既にイギリス兵はその場を放棄しており、兵員はいなかった。
同6時頃、ポート・スタンリー北東沖合に展開していたアルゼンチン海軍揚陸艦「カボ・サン・アントニオ」よりアルゼンチン第2海兵歩兵大隊数百名を積載したLVTP7水陸両用装甲兵員輸送車とアムトラック水陸両用兵員輸送車計20台が発進し、同6時半頃にあらかじめ特殊潜水夫部隊によって占拠されていた海岸部より上陸を果たした。
それと同時刻にポート・スタンリー民政庁の制圧に向かっていた16名のアルゼンチン海兵隊コマンド部隊は民政庁に到着するもそこに立てこもっていたイギリス海兵隊員31名と海軍水兵11名からなる部隊と戦闘になり、アルゼンチン側はコマンド部隊の指揮官1名が戦死、他3名の隊員が負傷し、膠着状態となった。
同7時頃、ポート・スタンリー空港とその周辺を確保したアルゼンチン海兵隊主力部隊はポート・スタンリーの全面制圧の為に市街地へ進出した。市街地にはイギリス海兵隊の一部が待ち伏せ、アルゼンチン軍に対して機関銃と対戦車ロケット砲による要撃を行ったが、戦力差の大きさからイギリス側は直ぐに民政庁へ撤退を余儀なくされた。同8時半頃にはアルゼンチン海兵隊主力はポート・スタンリー市街をほぼ掌握することに成功した。
民政庁に立てこもっていたハント総督は、フォークランド諸島島民であった在留アルゼンチン人の一人を通じてラジオ放送でアルゼンチン軍侵攻部隊の指揮官のブゼル提督と接触。ブゼル提督の説得によってハント総督は降伏を決断し、同9時半頃、フォークランド諸島在イギリス軍は全面降伏。フォークランド諸島はアルゼンチン軍に掌握された。
この戦闘でイギリス側に死者、重傷者はなく、全員捕虜にされた。アルゼンチン側は死者1名と3名の負傷者を出し、アムトラック水陸両用兵員輸送車1台が損傷した。

## アルゼンチン掌握後
1982年4月2日中に空母「ベインティシンコ・デ・マジョ」より飛来したヘリ部隊よりアルゼンチン軍増援部隊が次々と到着する中、捕虜となったハント総督とその家族以下、民政庁職員と海兵隊隊員らは同日中にフォークランド諸島より強制退去させられ、ウルグアイ経由でイギリス本国へ送還された。
このアルゼンチン軍の侵攻に対し、イギリス首脳部は強硬策で対応することを決定し、機動艦隊を派遣することを即座に決定。1982年4月5日にはイギリス機動艦隊の第一陣が出撃。
アルゼンチン側はフォークランド諸島防衛のために戦力増強を図るが5月1日に開始されたイギリス側のブラックバック作戦を皮切りにイギリス側からフォークランド諸島への逆侵攻を受け、6月14日に島都ポート・スタンリーをイギリス軍に奪還され、アルゼンチン守備部隊が全面降伏したことで再度フォークランド諸島はイギリス側の手に渡った。